# Margaretha Munter
Margaretha Munter (gedoopt Amsterdam, 1 november 1639 – 1711) was een regentes van het Oude Mannen- en Vrouwengasthuis in Amsterdam.

## Biografie
Margaretha Munter werd geboren in Amsterdam als dochter van Joan Munter en Margaretha Geelvinck. Ze werd Remonstrants gedoopt. In 1663 trouwde ze met Jacobus Trip, weduwnaar van Elisabeth Bicker. Het echtpaar kreeg drie zonen, Jan, Lucas en Jacobus. Zoon Jan erfde van haar landgoed Beeckestijn, dat eerder eigendom was van haar zuster Agatha Munter.
In 1668 werd Munter geportretteerd door Lambertus Jansz de Hue. Het schilderij bevindt zich sinds 1885 in de collectie van het Rijksmuseum Amsterdam. Het was onderdeel van de schenking door J.S.R. van de Poll (1805-1888). Ook het portret van haar echtgenoot maakte deel uit van de schenking. Hoewel dat portret werd vervaardigd door Bartholomeus van der Helst en werd geschilderd ter gelegenheid van zijn eerste huwelijk, wordt het portret van Munter in de Staatscourant van 11 december 1885 een pendant genoemd.
Munter was van 1704 tot 1711 regentes van het Oude Mannen- en Vrouwengasthuis in Amsterdam. Ook haar zussen Agatha, Sara en Maria Munter zijn regentes geweest; Agatha van het Leprozenhuis, Sara van de Gasthuizen en Maria van het Burgerweeshuis. Agatha en Maria werden als regentes geportretteerd; een regentenportret van Margaretha Munter is niet bekend.